# Jerzy Naramowski
Jerzy Naramowski (ur. jako Jerzy Zyt, zm. między 4 października 1494 a 27 lutego 1495) – wielokrotny rajca i burmistrz Poznania, burgrabia starościński i podwojewodzi wielkopolski.

## Życiorys
Rodzina Zytów przybyła do Poznania z górnołużyckiej Żytawy pod koniec XIV wieku, by w ciągu kolejnego stulecia zdobyć uznanie mieszkańców miasta. Jerzy był synem Jana Zyta – kupca i rajcy poznańskiego – oraz Barbary Buchwald.
W latach 40. XV wieku Jerzy Zyt podróżował po polskich jarmarkach (m.in. lubelskim i toruńskim) jako kupiec. W 1456 objął funkcję starszego w najważniejszym poznańskim cechu – krojowników sukna. W Poznaniu zajmował się głównie handlem nieruchomościami oraz lichwą, użyczaną wielkopolskiej szlachcie. W latach 1464–1467 i 1469–1471 dzierżawił również ungelt (podatek od napojów alkoholowych), a w 1464 rynki: solny i śledziowy.
Przez 34 roczne kadencje zasiadał we władzach miasta: jako ławnik w latach 1454–1455 i 1457–1458, rajca (prawie bez przerwy) od 1462 do 1491 i jedenastokrotnie jako burmistrz w latach 1467–1469, 1476, 1478, 1480–1482, 1487–1488 i 1491. Dzięki znajomości z wojewodą poznańskim Łukaszem Górką i jego następcą M. Bnińskim (Mosińskim) w latach 1485–1486 i 1489 pełnił funkcję wicewojewody, a z ramienia starosty generalnego Mikołaja z Kutna w latach 1484–1485 również burgrabiego poznańskiego. Dzięki wysokim dochodom z handlu i pełnionych urzędów był zastawnikiem wielkopolskich wsi szlacheckich. W 1463 wziął pod zastaw Naramowice (od których przyjął swoje drugie nazwisko), Morasko i Szydłowo, które następnie stały się jego własnością. Przed 1475 został przyjęty przez Górkę i Bnińskiego do herbu Łodzia, przechodząc tym samym, jako jeden z nielicznych poznańskich mieszczan, do stanu szlacheckiego.
Z żoną Eufemią miał piątkę dzieci: Annę, żonę burmistrza Poznania Ulryka Helta, i czterech synów. Mikołaj Zyt w 1488 ukończył prawo miejskie w Krakowie, a Andrzej, Jerzy (duchowni) i Jan Naramowscy przeszli do stanu szlacheckiego.